# Mistrovství světa v malém fotbale SOCCA
Mistrovství světa v malém fotbale SOCCA se koná se od roku 2018, a pořádá ho International Socca Federation (ISF). První ročník se odehrál v roce 2018 V Lisabonu v Portugalsku. Na posledním šampionátu v Ománu na přelomu listopadu a prosince 2024 zvítězili reprezentanti Ománu.

## Turnaje
| Rok  | Hostitel              | Finále     | Finále             | Finále             | Zápas o     | Zápas o | Zápas o      |
| Rok  | Hostitel              | Vítěz      | Skóre              | Poražený finalista | Třetí místo | Skóre   | Čtvrté místo |
| ---- | --------------------- | ---------- | ------------------ | ------------------ | ----------- | ------- | ------------ |
| 2018 | Portugalsko (Lisabon) | Německo    | 1 – 0              | Polsko             | Rusko       | 2 – 1   | Portugalsko  |
| 2019 | Řecko (Rethymno)      | Rusko      | 3 – 2              | Polsko             | Řecko       | 2 – 1   | Moldavsko    |
| 2022 | Maďarsko (Budapešť)   | Brazílie   | 3 – 0              | Kazachstán         | Polsko      | 3 – 1   | Německo      |
| 2023 | Německo (Essen)       | Kazachstán | 2 – 2 (2 – 1) pen. | Ukrajina           | Mexiko      | 2 – 0   | Chorvatsko   |
| 2024 | Omán (Maskat)         | Omán       | 1 – 1 (1 – 0) pen. | Kazachstán         | Chorvatsko  | 2 – 0   | Rumunsko     |
| 2025 | Mexiko (Cancún)       |            |                    |                    |             |         |              |

## Medailový stav podle zemí do roku 2024 (včetně)
| Pořadí | Země       | Zlato | Stříbro | Bronz | Celkem |
| 1.     | Kazachstán | 1     | 2       | 0     | 3      |
| 2.     | Rusko      | 1     | 0       | 1     | 2      |
| 3.     | Německo    | 1     | 0       | 0     | 1      |
| 3.     | Brazílie   | 1     | 0       | 0     | 1      |
| 3.     | Omán       | 1     | 0       | 0     | 1      |
| 4.     | Polsko     | 0     | 2       | 1     | 3      |
| 5.     | Ukrajina   | 0     | 1       | 0     | 1      |
| 6.     | Řecko      | 0     | 0       | 1     | 1      |
| 6.     | Mexiko     | 0     | 0       | 1     | 1      |
| 6.     | Chorvatsko | 0     | 0       | 1     | 1      |